# 1084
Il 1084 (MLXXXIV in numeri romani) è un anno bisestile dell'XI secolo.

## Eventi
- Fondazione dell'ordine dei monaci certosini e del loro primo convento (Grande Chartreuse) ad opera di San Bruno.
- (marzo) Enrico IV prende Roma dopo averla cinta in assedio e tiene papa Gregorio VII prigioniero.
- Il 24 marzo Guiberto da Ravenna sale al soglio pontificio col nome di Clemente III.
- Il 31 marzo Enrico IV si fa incoronare imperatore dall'antipapa.
- Battaglia di Sorbara. Nei primi di luglio Matilde di Canossa, alleata di papa Gregorio VII, sbaraglia l'esercito imperiale.
- Roberto il Guiscardo accorre a Roma in soccorso del papa, lo libera dalla prigionia e lo conduce a Salerno. Roma è saccheggiata dai normanni, mentre l'imperatore Enrico ritorna in Germania.
- Prima menzione del Castello e dell'abitato di Fosdinovo
- Re Enrico IV di Franconia concede alla nobile famiglia degli Orlandi alcune terre nel Valdiserchio pisano.

## Nati
- Ubaldo Baldassini, vescovo cattolico e santo italiano († 1160)
- Giovanni da Tufara, italiano († 1170)
- Lamberto di Bauduen, vescovo francese († 1154)
- Li Qingzhao, poetessa cinese († 1151)
- Ugo II di Borgogna, duca († 1143)

## Morti
- 27 gennaio - Rainaldo, vescovo cattolico italiano
- 16 febbraio - Sigfrido I di Magonza, arcivescovo cattolico tedesco
- 28 marzo - Enrico di Biburgo, vescovo cattolico tedesco
- 13 aprile - Hoel II di Bretagna, conte
- 25 ottobre - Goffredo Grenonat, conte francese
- 20 novembre - Ottone II del Monferrato, sovrano italiano (n. 1015)
- Halsten di Svezia, re svedese
- Herfast, vescovo cattolico inglese

## Calendario
| Calendario 1084 | Calendario 1084 | Calendario 1084 | Calendario 1084 | Calendario 1084 | Calendario 1084 | Calendario 1084 | Calendario 1084 | Calendario 1084 | Calendario 1084 | Calendario 1084 | Calendario 1084 | Calendario 1084 | Calendario 1084 | Calendario 1084 | Calendario 1084 | Calendario 1084 | Calendario 1084 | Calendario 1084 | Calendario 1084 | Calendario 1084 | Calendario 1084 | Calendario 1084 | Calendario 1084 | Calendario 1084 | Calendario 1084 | Calendario 1084 | Calendario 1084 | Calendario 1084 | Calendario 1084 | Calendario 1084 | Calendario 1084 | Calendario 1084 |
| --------------- | --------------- | --------------- | --------------- | --------------- | --------------- | --------------- | --------------- | --------------- | --------------- | --------------- | --------------- | --------------- | --------------- | --------------- | --------------- | --------------- | --------------- | --------------- | --------------- | --------------- | --------------- | --------------- | --------------- | --------------- | --------------- | --------------- | --------------- | --------------- | --------------- | --------------- | --------------- | --------------- |
|                 | 1               | 2               | 3               | 4               | 5               | 6               | 7               | 8               | 9               | 10              | 11              | 12              | 13              | 14              | 15              | 16              | 17              | 18              | 19              | 20              | 21              | 22              | 23              | 24              | 25              | 26              | 27              | 28              | 29              | 30              | 31              |                 |
| Gennaio         | Lu              | Ma              | Me              | Gi              | Ve              | Sa              | Do              | Lu              | Ma              | Me              | Gi              | Ve              | Sa              | Do              | Lu              | Ma              | Me              | Gi              | Ve              | Sa              | Do              | Lu              | Ma              | Me              | Gi              | Ve              | Sa              | Do              | Lu              | Ma              | Me              |                 |
| Febbraio        | Gi              | Ve              | Sa              | Do              | Lu              | Ma              | Me              | Gi              | Ve              | Sa              | Do              | Lu              | Ma              | Me              | Gi              | Ve              | Sa              | Do              | Lu              | Ma              | Me              | Gi              | Ve              | Sa              | Do              | Lu              | Ma              | Me              | Gi              |                 |                 |                 |
| Marzo           | Ve              | Sa              | Do              | Lu              | Ma              | Me              | Gi              | Ve              | Sa              | Do              | Lu              | Ma              | Me              | Gi              | Ve              | Sa              | Do              | Lu              | Ma              | Me              | Gi              | Ve              | Sa              | Do              | Lu              | Ma              | Me              | Gi              | Ve              | Sa              | Do              |                 |
| Aprile          | Lu              | Ma              | Me              | Gi              | Ve              | Sa              | Do              | Lu              | Ma              | Me              | Gi              | Ve              | Sa              | Do              | Lu              | Ma              | Me              | Gi              | Ve              | Sa              | Do              | Lu              | Ma              | Me              | Gi              | Ve              | Sa              | Do              | Lu              | Ma              |                 |                 |
| Maggio          | Me              | Gi              | Ve              | Sa              | Do              | Lu              | Ma              | Me              | Gi              | Ve              | Sa              | Do              | Lu              | Ma              | Me              | Gi              | Ve              | Sa              | Do              | Lu              | Ma              | Me              | Gi              | Ve              | Sa              | Do              | Lu              | Ma              | Me              | Gi              | Ve              |                 |
| Giugno          | Sa              | Do              | Lu              | Ma              | Me              | Gi              | Ve              | Sa              | Do              | Lu              | Ma              | Me              | Gi              | Ve              | Sa              | Do              | Lu              | Ma              | Me              | Gi              | Ve              | Sa              | Do              | Lu              | Ma              | Me              | Gi              | Ve              | Sa              | Do              |                 |                 |
| Luglio          | Lu              | Ma              | Me              | Gi              | Ve              | Sa              | Do              | Lu              | Ma              | Me              | Gi              | Ve              | Sa              | Do              | Lu              | Ma              | Me              | Gi              | Ve              | Sa              | Do              | Lu              | Ma              | Me              | Gi              | Ve              | Sa              | Do              | Lu              | Ma              | Me              |                 |
| Agosto          | Gi              | Ve              | Sa              | Do              | Lu              | Ma              | Me              | Gi              | Ve              | Sa              | Do              | Lu              | Ma              | Me              | Gi              | Ve              | Sa              | Do              | Lu              | Ma              | Me              | Gi              | Ve              | Sa              | Do              | Lu              | Ma              | Me              | Gi              | Ve              | Sa              |                 |
| Settembre       | Do              | Lu              | Ma              | Me              | Gi              | Ve              | Sa              | Do              | Lu              | Ma              | Me              | Gi              | Ve              | Sa              | Do              | Lu              | Ma              | Me              | Gi              | Ve              | Sa              | Do              | Lu              | Ma              | Me              | Gi              | Ve              | Sa              | Do              | Lu              |                 |                 |
| Ottobre         | Ma              | Me              | Gi              | Ve              | Sa              | Do              | Lu              | Ma              | Me              | Gi              | Ve              | Sa              | Do              | Lu              | Ma              | Me              | Gi              | Ve              | Sa              | Do              | Lu              | Ma              | Me              | Gi              | Ve              | Sa              | Do              | Lu              | Ma              | Me              | Gi              |                 |
| Novembre        | Ve              | Sa              | Do              | Lu              | Ma              | Me              | Gi              | Ve              | Sa              | Do              | Lu              | Ma              | Me              | Gi              | Ve              | Sa              | Do              | Lu              | Ma              | Me              | Gi              | Ve              | Sa              | Do              | Lu              | Ma              | Me              | Gi              | Ve              | Sa              |                 |                 |
| Dicembre        | Do              | Lu              | Ma              | Me              | Gi              | Ve              | Sa              | Do              | Lu              | Ma              | Me              | Gi              | Ve              | Sa              | Do              | Lu              | Ma              | Me              | Gi              | Ve              | Sa              | Do              | Lu              | Ma              | Me              | Gi              | Ve              | Sa              | Do              | Lu              | Ma              |                 |